# W poszukiwaniu straconego czasu
W poszukiwaniu straconego czasu, W poszukiwaniu utraconego czasu (fr. À la recherche du temps perdu) – siedmiotomowy quasi-autobiograficzny cykl powieściowy Marcela Prousta, uznawany przez krytyków i badaczy literatury za arcydzieło. W świadomości czytelników powieść łączona jest przede wszystkim z motywem reminiscencji wywołanej przypadkowo przez zewnętrzny bodziec; dla bohatera bodźcem takim jest smak zamoczonej w herbacie magdalenki.
Historycy literatury określają cykl jako kontynuację tradycji powieści francuskiej, dopatrując się inspiracji w esejach Montaigne’a i pamiętnikach Saint-Simona oraz w Komedii ludzkiej Balzaka. Sytuują go w obrębie dominujących pod koniec XIX wieku nurtów literackich, takich jak m.in. bergsonizm i impresjonizm. Elementami innowacyjnymi są rozbudowane analizy uczuć, unieważnienie intrygi powieściowej rozumianej jako ciąg uporządkowanych wydarzeń, zmiana struktury wypowiedzi artystycznej, w tym perspektywy i technik narracji, a także konstrukcji czasu powieściowego i psychoanalityczna introspekcja. Nowością było także wymaganie stawiane czytelnikowi, który stał się współtwórcą dzieła w procesie lektury, a nie tylko jego biernym odbiorcą.
Proust rozpoczął pracę nad powieścią w lipcu 1909 roku, zakończył na krótko przed śmiercią w 1922 roku. Fragmenty pierwszego tomu (W stronę Swanna) ukazały się w 1911 roku na łamach czasopisma „Le Figaro”, w całości opublikowane zostały w 1913 roku. Ostatni tom (Czas odnaleziony) wydano już po śmierci autora w 1927 roku.
W języku polskim powieść ukazała się w przekładzie Tadeusza Boya-Żeleńskiego (pierwsze pięć tomów), a także Macieja Żurowskiego, Magdaleny Tulli, Juliana Rogozińskiego, Krystyny Rodowskiej, Wawrzyńca Brzozowskiego, Jacka Giszczaka i Tomasza Swobody.

## Okoliczności powstania utworu
Wiele motywów, tematów i postaci zawartych w powieści pojawiło się już we wcześniejszych utworach pisarza. Niedokończona, pisana między 1895 a 1901 rokiem, powieść Jan Santeuil zawiera szereg elementów, częściowo autobiograficznych, które znajdą się później w wielkim cyklu powieściowym. Jan... pisany jest jednak w formie narracji trzecioosobowej, a bohater jest silnie idealizowany, akcja skupia się na jego sukcesach towarzyskich i licznych podróżach. W cyklu W poszukiwaniu straconego czasu narracja przybiera formę pierwszoosobową, bohater nie jest już przedstawiany wyłącznie pochlebnie, ograniczone też zostały wątki romansowe (wiele miłostek Jana zastąpią trzy wielkie miłości – do Gilberty, pani de Guermantes i do Albertyny) oraz podróże bohatera. Autor zrezygnował również z anegdotycznego przedstawienia szkolnych lat postaci.
Podobieństwa zawiera również niedokończony utwór Przeciwko Sainte-Beuve’owi (fr. Contre Sainte-Beuve). Proust rozpoczął jego pisanie w 1908 roku, planując formę eseju, jednak na początku 1909 roku przeżywa napływ wspomnień nad filiżanką herbaty. To doświadczenie, które stanie się również udziałem bohatera W poszukiwaniu... zmieni pierwotny zamiar – Sainte Beuve miał przyjąć formę wspomnień wyrażonych pod postacią rozmowy z matką. W lipcu autor porzucił pisanie utworu i rozpoczął pracę nad W poszukiwaniu straconego czasu.

### Publikacja
W 1911 roku fragmenty W stronę Swanna ukazały się w „Le Figaro”. W 1912 roku Proust rozpoczął bezskuteczne starania o wydanie całości tomu – wszyscy wydawcy, do których się zgłosił, odrzucili utwór. Zrobił to m.in. recenzent wydawnictwa Gallimard, André Gide – negatywnie zaopiniował rękopis nowego pisarza, ponieważ w jednym ze zdań znalazł błąd gramatyczny. Książka ukazała się wreszcie 14 listopada 1913 roku nakładem wydawnictwa Grasseta, jednak koszty wydania pokrył autor. W 1914 roku Nouvelle Revue Française (wpływowy miesięcznik literacki, skupiający ówczesną elitę intelektualną Francji) wydrukował fragmenty W cieniu zakwitających dziewcząt oraz pochlebną recenzję powieści. Wybuch I wojny światowej spowodował zawieszenie dalszych publikacji, jednak Proust kontynuował prace pisarskie – w tym czasie powstała większa część powieści. W 1916 roku pisarz zmienił wydawcę – Grasset zamknął wydawnictwo, a dalsze tomy publikowane były przez Gallimarda, wydającego również Nouvelle Revue Française. 23 czerwca 1919 roku ukazało się jednocześnie wznowienie W stronę Swanna i pierwsze wydanie W cieniu zakwitających dziewcząt. W tym samym roku (10 grudnia) Proust otrzymał nagrodę Goncourtów (wygrał sześcioma głosami przeciwko czterem). W 1920 roku ukazała się pierwsza część Strony Guermantes, a część druga w 1921. Tego samego roku opublikowano pierwszą część Sodomy i Gomory (druga – 2 maja 1922 roku). W 1922 roku ukazał się angielski przekład powieści (którego pierwszy tytuł był cytatem z sonetów Szekspira i brzmiał Remembrance of Things Past. 18 listopada tego samego roku zmarł Proust – kolejne tomy publikowane były więc bez poprawek i edycji odautorskich. Dopiero w 1991 roku opublikowano powieść pod tytułem In Search of Lost Time).

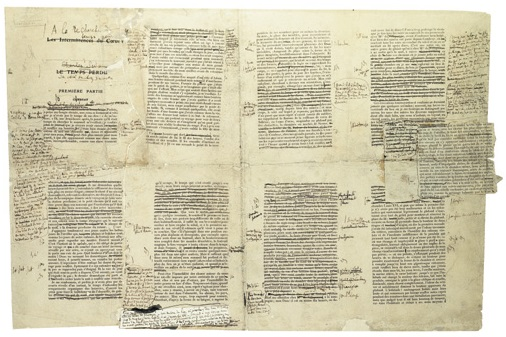
Pierwsza korekta szpaltowa utworu z ręcznie naniesionymi przez autora poprawkami

W roku 1986 dokonano odkrycia nowych, nieznanych wcześniej i nieopublikowanych rękopisów oraz maszynopisów składających się na tom Nie ma Albertyny. Autografy te znajdowały się w zbiorach rodzinnych, przekazanych Bibliotece Narodowej w 1962 roku. Okazało się, że odkryte zapiski zawierają zupełnie inne zakończenie VI tomu. W 1987 roku wygasły prawa autorskie do powieści Prousta. W tym samym roku ukazało się we Francji kilka wznowień, m.in. czterotomowa publikacja w wydawnictwie Gallimard (seria Biblioteka Plejady). W tym wydaniu po raz pierwszy opublikowano inne zakończenie Nie ma Albertyny. W obszernym wstępie Jeana-Yves’a Tadié znalazły się szczegółowe informacje o metodzie pracy twórczej Prousta. Polegała ona na zapisywaniu zmodyfikowanych wersji tekstu na marginesach zeszytu lub wyrwanych kartkach (później doklejanych przez autora). Ponieważ Proust zmarł przed odautorską redakcją ostatnich tomów, dzisiaj tekstolodzy usiłują ustalić wersję powieści zgodną z jego intencjami. Na przykład znanych jest szesnaście odmian fragmentu omawiającego przebudzenie w I tomie (W stronę Swanna). Dodatkowo – jak się dowiadujemy ze wstępu Jeana-Yves’a Tadié – Proust stawiał znaki przestankowe zgodnie z zasadami retoryki, czyli tam, gdzie trzeba było zaczerpnąć powietrza. Jednak swoje rękopisy czytał na głos bardzo rzadko, dlatego również ustalenie prawidłowej interpunkcji jest przedmiotem sporu badaczy. Prace nad tekstem komplikuje fakt, że Proust nie numerował stron rękopisu. Z tych właśnie powodów we francuskich wydaniach powieści (także kieszonkowych) można spotkać się z zamieszczaniem wszystkich lub wybranych odmian tekstu.
Biblioteka Narodowa we Francji posiada obecnie 8 tysięcy stron rękopisów powieści: 4 notesy i 95 zeszytów, nie licząc maszynopisów i korekt. Jeśli wierzyć gospodyni Prousta, Céleste Albaret, nie ocalały 32 zeszyty notatek, ponieważ miały zostać spalone na życzenie autora w okresie I wojny światowej.
| Tom | Tytuł francuski                                | Tytuł polski                                                           | Data wydania francuskiego | Autor polskiego przekładu                      | Data pierwszego polskiego wydania | Zawartości tomów |
| --- | ---------------------------------------------- | ---------------------------------------------------------------------- | ------------------------- | ---------------------------------------------- | --------------------------------- | --- |
| 1   | Du côté de chez Swann                          | W stronę Swanna                                                        | 1913                      | Tadeusz Boy-Żeleński lub Krystyna Rodowska     | 1937 oraz 2018                    | Część I: Combray Część II: Miłość Swanna Część III: Imiona miejscowości: Imię                                                                |
| 2   | À l’ombre des jeunes filles en fleurs          | W cieniu zakwitających dziewcząt lub W cieniu rozkwitających dziewcząt | 1919                      | Tadeusz Boy-Żeleński lub Wawrzyniec Brzozowski | 1937 oraz 2019                    | Część I: Wokół pani Swann Część II: Imiona miejscowości: miejscowość                                                                         |
| 3   | Le Côté de Guermantes (wydanie w dwóch tomach) | Strona Guermantes lub Strona Guermantów                                | 1920–1921                 | Tadeusz Boy-Żeleński lub Jacek Giszczak        | 1938 oraz 2021                    | Część I: Strona Guermantes I Część II: Strona Guermantes II (podzielona na dwa rozdziały)                                                    |
| 4   | Sodome et Gomorrhe (wydanie w dwóch tomach)    | Sodoma i Gomora                                                        | 1921–1922                 | Tadeusz Boy-Żeleński lub Tomasz Swoboda        | 1939 oraz 2022                    | Część I Część II (podzielona na rozdziały 1–4)                                                                                               |
| 5   | La Prisonnière                                 | Uwięziona                                                              | 1923                      | Tadeusz Boy-Żeleński lub Tomasz Swoboda        | 1939 oraz 2023                    | Rozdział 1: Wspólne życie z Albertyną Rozdział 2: Verdurinowie zrywają z panem de Charlus Rozdział 3: Zniknięcie Albertyny                   |
| 6   | Albertine disparue lub La Fugitive             | Nie ma Albertyny lub Utracona                                          | 1925                      | Maciej Żurowski lub Magdalena Tulli            | 1960 oraz 2001                    | Rozdziały 1–4 |
| 7   | Le Temps retrouvé                              | Czas odnaleziony                                                       | 1927                      | Julian Rogoziński lub Maciej Żurowski          | 1960 oraz 2001                    | Rozdział 1: Tansonville Rozdział 2: Pan de Charlus podczas wojny – jego zapatrywania i rozrywki Rozdział 3: Koncert u księżnej de Guermantes |

## Treść powieści

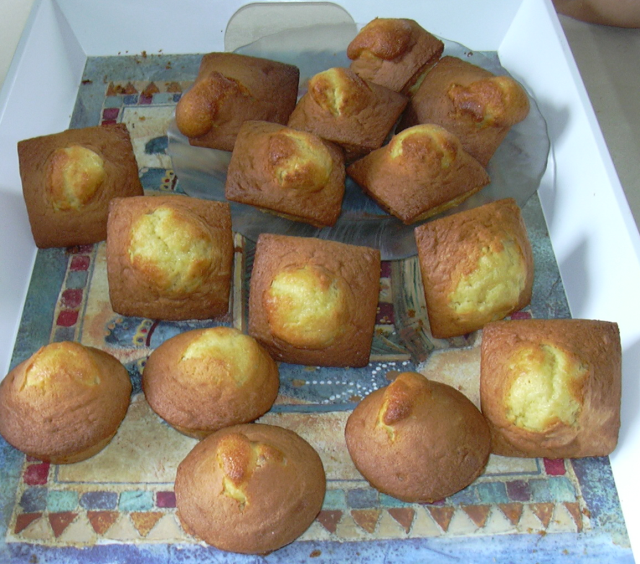
Pod wpływem smaku magdalenki główny bohater wspomina dzieciństwo

Powieść jest zapisem wspomnień 40-letniego bohatera, Marcela. Wspomnienia te obejmują jego życie: od dzieciństwa do wieku dojrzałego, ale także życie postaci mu bliskich i znajomych. Osoby te są, silniej lub słabiej, powiązane z dwoma kierunkami przechadzek, które bohater odbywał w dzieciństwie w miasteczku Combray – ze „stroną Swanna” (droga w kierunku Méséglise obok domu rodziny Swannów w Tansonville) i „stroną Guermantes” (droga w kierunku wiejskiego domu rodu Guermantesów). We wspomnieniach tych zawierają się m.in. trzy krótkie podróże, wakacje nadmorskie, przyjęcia towarzyskie oraz wielkie miłości bohatera – dziecięca do Gilberty Swann, młodzieńcza do pani de Guermantes i dojrzała do Albertyny. Powieść zawiera również analizy psychologiczne bohaterów (we wszystkich tomach łącznie występuje około dwustu postaci), refleksje na temat sztuki, muzyki i literatury oraz portrety dwóch warstw społecznych – mieszczaństwa i arystokracji.
Utwór posiada kompozycję kołową – na końcu ostatniego tomu zgorzkniały bohater postanawia napisać powieść obejmującą wspomnienia całego jego życia i w ten sposób odzyskać utracony czas; tym samym koniec utworu odsyła do jego początku, a historia życia autora staje się historią dojrzewania artysty do świadomej twórczości.

### Zawartość tomów
- W stronę Swanna. Pierwszy tom zawiera opis dzieciństwa głównego bohatera w miasteczku Combray, w tym jego pierwszy akt nieposłuszeństwa wobec rodziców (wymuszenie na nich późniejszego pójścia spać). Istotnym motywem są przechadzki Marcela z rodzicami – w stronę posiadłości Swanna lub w stronę Guermantes. Podczas jednego z takich spacerów bohater widzi rudowłosą dziewczynkę, córkę Swanna, Gilbertę. Ulega głębokiej fascynacji, która przerodzi się w dziecięce zakochanie w trakcie spotkań z nią na spacerach po Polach Elizejskich w Paryżu. W tomie znajduje się również historia miłości i małżeństwa Swanna (przyjaciela rodziny głównego bohatera), który zakochuje się w poznanej w salonie Verdurinów pięknej kobiecie lekkich obyczajów – Odecie de Crécy. Mimo że Odeta zdradza go i lekceważy, dochodzi w końcu do małżeństwa.
- W cieniu zakwitających dziewcząt. Wyczuwając lekceważenie Gilberty, Marcel postanawia przerwać znajomość z nią, wciąż jednak pozostając przyjacielem jej rodziców (Swanna i Odety). Wyjeżdża na wakacje do Balbec, gdzie poznaje „małą bandę” – grupkę pięknych dziewcząt, do której należy Albertyna Simmonet, jego późniejsza miłość. Zaprzyjaźnia się z krewnym arystokratycznego rodu Guermantesów – Robertem de Saint-Loup, zawiera też znajomość z baronem de Charlus i malarzem Elstirem.
- Strona Guermantes. Rodzina bohatera zamieszkuje w skrzydle pałacu rodu de Guermantes, Marcel natomiast zakochuje się w pani de Guermantes. Czyni starania, aby się do niej zbliżyć poprzez jej krewnych i znajomych, co skutkuje odnowieniem znajomości z Robertem de Saint-Loup, baronem de Charlus i panią de Villeparisis. Umiera babka bohatera. Nawiązują się pierwsze relacje erotyczne z Albertyną.
- Sodoma i Gomora. Bohater po przyjeździe do Balbec stopniowo zakochuje się coraz mocniej w Albertynie, która przebywa niedaleko. Jednocześnie dołącza do „małego klanu” Verdurinów. Pani Verdurin znacznie się wzbogaca, co pozwala jej na dostęp do wyższego towarzystwa. Marcel podejrzewa Albertynę o skłonności homoseksualne.
- Uwięziona. Albertyna zamieszkuje z Marcelem, ale ten wciąż podejrzewa ją o kontakty homoseksualne. Jego zazdrość doprowadza do zerwania.
- Utracona. Marcel próbuje odzyskać Albertynę poprzez przekupstwo lub wzbudzenie zazdrości. Niestety dostaje wiadomość, że Albertyna nie żyje. Po okresie rozpaczy ponownie spotyka Gilbertę, która jest teraz adoptowaną córką Forcheville’a (ożenionego z owdowiałą Odetą). Gilberta wychodzi za Saint-Loupa, który okazuje się homoseksualistą. Marcel wyjeżdża w podróż do Wenecji.
- Czas odnaleziony. Schorowany Marcel przebywa w sanatoriach, w Paryżu bywając tylko na krótko. Podczas jednej z takich wizyt odwiedza Guermantesów. W trakcie przyjęcia nawiedzają go kilkakrotnie przebłyski wspomnień. Dojrzewa do twórczości artystycznej.

## Czas wydarzeń powieściowych
Bohater powieści przychodzi na świat niedługo po wojnie francusko-pruskiej, a więc około 1878 roku, ale w ramach powieści znajduje się również historia miłości Swanna do Odety, która rozegrała się wcześniej – w roku 1867 lub 1868. Ostatni tom zawiera wzmianki o wydarzeniach z lat dwudziestych. Tak więc ramy czasowe utworu obejmują około pięćdziesięciu lat, wybiegając nawet poza czas śmierci autora.
Ustalenie dokładnej chronologii powieściowych wydarzeń nie jest łatwe – powieść obfituje w liczne niekonsekwencje i luki. Jednak opierając się na obserwacjach Gérarda Genette’a, można przyjąć następujący schemat czasowy akcji:
- 1867–1868 – miłość Swanna (W stronę Swanna);
- 1878 – narodziny narratora i Gilberty (nieujęte w powieści);
- 1883–1892 Combray I (W stronę Swanna);
- 1892–1895 miłość Marcela do Gilberty (W stronę Swanna, W cieniu zakwitających dziewcząt);
- 1897 – pierwszy pobyt w Balbec (W cieniu zakwitających dziewcząt);
- 1897–1899 – krąg Guermantesów (Strona Guermantes);
- 1900 – drugi pobyt w Balbec (Sodoma i Gomora);
- 1900–1902 – miłość do Albertyny (Uwięziona);
- 1902 – podróż do Wenecji (Utracona);
- 1903 – Tansonville (Czas odnaleziony);
- 1914 i 1916 – I wojna światowa (Czas odnaleziony);
- około 1925 – przyjęcie u Guermantesów (Czas odnaleziony)[18].

## Postaci

### Główny bohater
W liście do René Bluma Proust określił bohatera jako pana, który mówi o sobie „ja”; w powieści bohater nie ma nazwiska, a jego imię, Marcel, pada zaledwie dwukrotnie. O wyglądzie wiemy tylko, że jest brunetem (podobnie jak Proust) i przypomina ptaka – kruka (a jednocześnie węża). W jego życiorysie także nie wszystko jest jasne – nie wiadomo, z czego się utrzymuje (na pewno jest dość zamożny i wywodzi się z mieszczaństwa), na co choruje, gdzie pobierał edukację, jego biografia nie jest chronologicznie i faktograficznie dokładna – występują w niej nawet kilkuletnie luki czasowe. Jego opinie na temat ludzi, sytuacji, malarstwa czy literatury wielokrotnie w trakcie powieści się zmieniają, niejednokrotnie trudno mu również utrzymać we wspomnieniach wygląd spotykanych postaci. W różnych okresach różny jest także jego charakter – bywa schorowanym samotnikiem lub salonowym plotkarzem; podstawową cechą jego osobowości, utrzymującą się przez wszystkie tomy, jest właściwie tylko ogromna wrażliwość. Także jego marzenie o byciu pisarzem jest przez niego wielokrotnie odzyskiwane i odrzucane, aż w końcu spełnia się w ostatnim tomie cyklu.

### Domownicy i rodzina bohatera

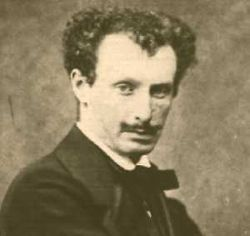
Charles Haas – wymieniany jako pierwowzór Swanna

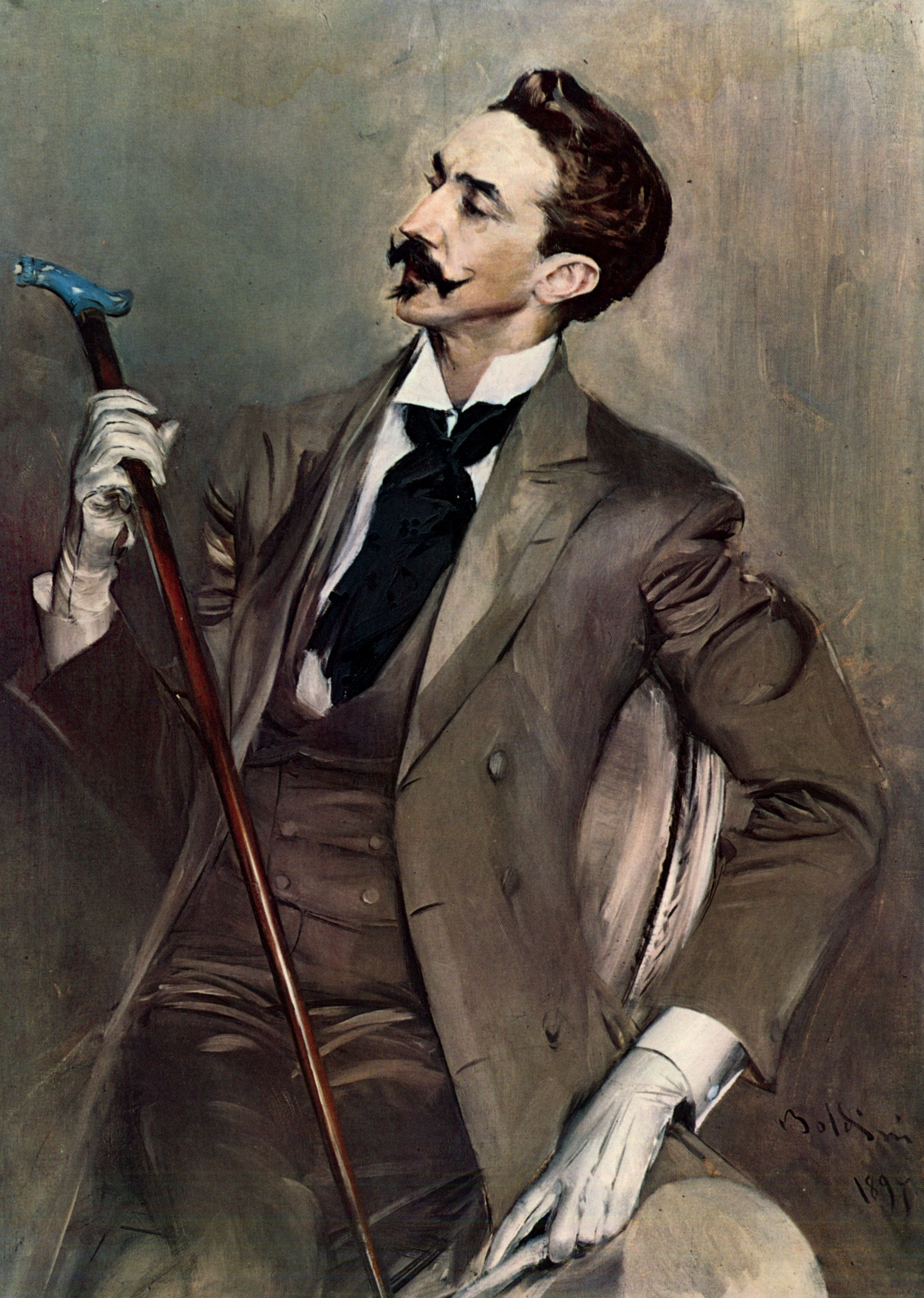
Robert de Montesquiou-Fezensac – wskazywany jako jeden z pierwowzorów postaci barona de Charlus

- Ojciec – zainteresowany polityką i pogodą.
- Matka – najważniejszym rytuałem dzieciństwa głównego bohatera był jej wieczorny pocałunek na dobranoc. Po śmierci babki bohatera upodabnia się do niej w wyglądzie i zachowaniu.
- Dziadek – z powodu sprzeciwu babki nie pije alkoholu.
- Bathilde – babka bohatera, jej śmierć stanowi ważny motyw powieści. Czyta i często cytuje pamiętniki pani de Sevigny.
- Ciotka Leonia – ciotka głównego bohatera, hipochondryczka. Mieszka w Combray, w domu przy skrzyżowaniu ulic św. Jakuba i Ptasiej. Życie spędza w łóżku, interesuje się wszelkimi lokalnymi plotkami.
- Wuj Oktaw – mąż ciotki Leonii.
- Wuj Adolf – wuj głównego bohatera. Wojskowy. Prowadził wystawne, pokazowe życie. Często widywany był z kobietami o wątpliwej reputacji, co sprawiło, że rodzina przestała utrzymywać z nim kontakt. Jedną z jego przyjaciółek była Odeta de Crécy. Jego kamerdyner był ojcem muzyka Morela.
- Franciszka – służąca rodziny bohatera. Początkowo pracowała dla ciotki Leonii, po jej śmierci przeniosła się do paryskiego mieszkania bohatera.

### Ród de Guermantes
- Baron Palamed de Charlus – arystokrata, esteta, homoseksualista. Wdowiec po księżniczce de Bourbon. Jako jego rzeczywiste pierwowzory wymienia się hrabiego Roberta de Montesquiou-Fezensac, Oscara Wilde’a i Siergieja Diagilewa[24].
- Księżna Oriana de Guermantes – żona księcia Błażeja. Przyjaciółka głównego bohatera.
- Książę Błażej de Guermantes – brat pana de Charlus.
- Książę Gilbert de Guermantes – mąż księżnej Marii.
- Księżna Maria de Guermantes-Baviere – żona księcia Gilberta. Wspiera licznych artystów.
- Pani de Marsantes – matka Roberta de Saint-Loup, siostra księcia Błażeja i pana de Charlus.
- Margrabia Robert de Saint-Loup – przyjaciel bohatera, mąż Gilberty. Pierwowzorami postaci mieli być przyjaciele Prousta: Bertrand de Fénelon, markiz Albufera i książę de Polignac[24].
- Margrabina de Villeparisis – arystokratka, szkolna przyjaciółka babki głównego bohatera, kochanka pana de Norpois. Pochodzi z rodziny książąt de Bouillon. Bliska krewna Guertmantów. W młodości była bardzo inteligentna i wykształcona. Wskutek małżeństwa wypadła z arystokratycznego świata. Autorka pamiętników opisujących życie jej salonu.
- Maria Antonina d’Oloron, margrabina de Cambremer – adoptowana córka pana de Charlus, żona Leonora de Cambremer. Umiera na tyfus wkrótce po ślubie.

### Arystokracja
- Książę de Sidonia – grand hiszpański. Mówi dużo i nie lubi, aby mu przerywano.
- Margrabia de Vaugoubert – dyplomata, homoseksualista.
- Pani de Vaugoubert – żona margrabiego de Vaugoubert, bardzo męska w wyglądzie i zachowaniu.
- Pan de Norpois – przyjaciel ojca bohatera, ambasador. Kochanek pani de Villeparisis.
- Pani d’Arpajon – kochanka księcia Błażeja de Guermantes.
- Pani de Surgis-le-Duc – kochanka księcia Błażeja. Proust nazywa ją przemiennie księżną i margrabiną.
- Wikturnian de Surgis – starszy syn pani de Surgis.
- Arnulf de Surgis – syn pani de Surgis.
- Pani de Gallardon – kuzynka Guermantów i Courvoisierów.
- Pan de Bréaute – przedstawił głównego bohatera księciu Gilbertowi de Guermantes.
- Pani de Saint-Euverte – prowadzi salon, który jest bardzo znany w gazetach, chociaż niezbyt ceniony przez arystokratów. Raz w roku wyprawia wielkie garden party.
- Hrabina Mole – oficjalnie uwielbiana przez barona de Charlus.
- Pan de Froberville – pułkownik. Krewny generała de Froberville. Przez żonę krewny Guermantów. Utracił majątek.
- Książę de Bouillon – brat pani de Villeparisis.
- Margrabina de Citri – gardzi wszystkimi i drwi z nich.
- Książę de Léon – siostrzeniec Oriany de Guermantes, szwagier Roberta de Saint-Loup.
- Pan de Chaussepierre – rywal księcia Błażeja de Guermantes o stanowisko prezesa Jockey-Clubu.
- Pani de Chaussepierre – miłośniczka muzyki.

### Salon Verdurinów
- Sidonie Verdurin (pani Verdurin) – gospodyni salonu nazywanego „małym klanem”, początkowo niechętna arystokracji staje się jej częścią po uzyskaniu dużego majątku i dołączeniu poprzez małżeństwo do rodu Guermantes. Postać podobno wzorowana na pani Aubernon de Nerville i pani Lemaire[25].
- Doktor Cottard – lekarz, z czasem staje się sławnym profesorem.
- Pani Cottard – żona doktora Cottard, cicha i spokojna osoba.
- Brichot – członek Akademii, zajmuje się etymologią. Ma chorobę wzroku, która sprawia, że powoli ślepnie.
- Saniette – człowiek spokojny i skryty. Obiekt drwin pana Verdurin.
- Księżna Szerbatow – rosyjska arystokratka, nieprzyjmowana przez nikogo poza wielką księżną Eudoksją, baronową Putbus i panią Verdurin. Kobieta bardzo bogata i inteligentna.
- Viradobetski – polski rzeźbiarz, nazywany najczęściej „Ski” z powodu trudnego do wymówienia nazwiska.
- Forcheville – drugi mąż Odety, ojczym Gilberty.

### Swannowie
- Charles Swann – przyjaciel rodziny bohatera, mimo mieszczańskiego pochodzenia ulubieniec paryskiej arystokracji, odsuną go od niej w końcu jego poglądy na sprawę Dreyfusa oraz małżeństwo z Odetą. Jako pierwowzór wskazuje się ulubieńca socjety – Charlesa Haasa[24].
- Odeta de Crécy – paryska kokota, później żona Swanna. Po jego śmierci zostaje żoną barona de Forcheville. Jej pierwowzorem miała być przyjaciółka Prousta Laure Hayman, jednak była ona znacznie inteligentniejsza i bardziej wykształcona od Odety[24].
- Gilberta Swann – córka Swanna i Odety, pierwsza miłość bohatera, później żona Roberta de Saint-Loup. Po śmierci ojca i powtórnym małżeństwie Odety zostaje adoptowana przez pana de Forcheville, który pozwala jej używać swojego nazwiska. Po Swannie i pozostałych krewnych dziedziczy ogromny majątek, który czyni ją jedną z najbogatszych panien we Francji. Pierwowzorem miała być Maria de Benardaky, późniejsza księżna Radziwiłłowa[26].

### Artyści
- Bergotte – pisarz podziwiany w dzieciństwie przez głównego bohatera, przyjaciel rodziny Swannów, marzenie o poznaniu go staje się jednym z pierwszych impulsów miłości Marcela do Gilberty Swann.
- Berma – słynna aktorka, marzeniem młodego Marcela było zobaczyć ją na scenie w roli Fedry w sztuce Racine’a. Kiedy do tego doszło, poczuł się rozczarowany jej występem. Pierwowzorem postaci była Sarah Bernhardt[27].
- Elstir – malarz szczególnie zachwycający głównego bohatera swoimi ujęciami morza i nieba. Stanowi syntezę francuskiego malarstwa impresjonistycznego. Rysów postaci mogli dostarczyć m.in. Claude Monet, Edgar Degas, Auguste Renoir oraz William Turner[28].
- Morel – skrzypek, pożądany przez barona de Charlus.
- Vinteuil – nieznany kompozytor, autor sonaty, która stała się tłem miłości Swanna do Odety.

### W Balbec
- Margrabina Zelia de Cambremer – wielbicielka muzyki, szczególnie Chopina. Niegdyś przyjaciółka pani de Saint-Euverte. Matka margrabiego de Cambremer.
- Margrabia de Cambremer – właściciel zamków Féterne i la Raspelière.
- Pani de Cambremer-Legrandin – żona margrabiego de Cambremer. Siostra pana Legrandin. Interesuje się sztuką współczesną, kieruje się wyłącznie opinią uznanych autorytetów.
- Leonor de Cambremer – mąż Marii Antoniny d’Oloron, adoptowanej przez barona de Charlus siostrzenicy Jupiena. Energiczny, muzykalny młodzieniec, podobny do swojej babci Zelii.
- Pan de Chevrigny – prowincjonalny ziemianin, krewny Cambremerów.
- Pan de Crécy – zbiedniały członek starej francuskiej gałęzi angielskiego rodu Saylor. Jego rodowe zawołanie Ne sçais l’heure (Nie znam godziny) główny bohater uznaje za bardzo piękne. Marcel spotyka się z panem de Crécy, aby rozmawiać o arystokracji w trakcie obiadów w Balbec.
- Dyrektor hotelu – bardzo obowiązkowy i sumienny w wykonywaniu swoich zadań. Używa wielu trudnych słów, których znaczenia lub wymowy nie zna.
- Aimé – kelner z Balbec.
- Anna – przyjaciółka Albertyny. Najbardziej inteligentna z „bandy”.
- Rozamonda – jedna z „bandy”.
- Estera Lévy – Proust naprzemiennie nazywa ją siostrą i kuzynką Blocha. Homoseksualistka.
- Nissim Bernard – krewny Blocha. Homoseksualista.

### Inni
- Albertyna Simonet – największa miłość bohatera.
- Bloch – przyjaciel Marcela, swoje wypowiedzi stylizuje na język eposów Homera.
- Rachela („Rachela kiedy Pan”, Zizi) – kochanka Roberta de Saint-Loup, utalentowana aktorka, wcześniej prostytutka.
- Panna Vinteuil – córka kompozytora, jej postać wprowadza do powieści wątek homoseksualny.
- Małgorzata – córka Franciszki. Ma męża Juliana.

Chociaż większość postaci zawdzięcza pewne cechy rzeczywistym znajomym Prousta, a życiorys narratora przypomina biografię autora, Proust stanowczo zaprzeczał, jakoby powieść była autobiografią i niechętnie patrzył na próby dopasowania postaci powieściowych do postaci autentycznych.

## Miejsca akcji

### Combray
Miasteczko, z którego pochodzi rodzina matki głównego bohatera. Młody Marcel spędza dużo czasu, mieszkając w domu swojej ciotki Leonii. W pobliżu Combray znajduje się zamek Guermantes i posiadłości Guermantów. Z Combray pochodzi Swann, który ma dom pod miastem. W dzieciństwie Marcel często udawał się na spacery z Combray w stronę Guermantes lub stronę Meséglise.

### Balbec
Letniskowe miasto w Normandii. Marzeniem Marcela było zobaczyć kościół w Balbec, wychwalany przez Swanna. W Balbec Marcel poznał Albertynę.

### Donceries
Miasto w pobliżu Balbec. W tutejszych koszarach mieszkał Robert de Saint-Loup. Marcel spędził pewien czas w towarzystwie Roberta w Donceries, kiedy chciał być przedstawiony księżnej de Guermantes.

### La Raspelière
Zamek Cambremerów w pobliżu Balbec. Wynajmowany przez Verdurinów.

### Paryż
Tutaj główny bohater spędza większość swojego życia.

### Wenecja
Podróż do Wenecji była jednym z dziecięcych marzeń Marcela. Ostatecznie odwiedza miasto po śmierci Albertyny.

## Kompozycja i struktura powieści
W zamyśle Prousta kompozycja W poszukiwaniu straconego czasu miała odpowiadać starannej konstrukcji katedry gotyckiej, w której każda najmniejsza część jest silnie związana z całością (początkowo planował nawet nadawać kolejnym tomom nazwy odpowiadające częściom gotyckiego kościoła, aby podkreślić kompozycję utworu). Tak więc wszystkie wydarzenia i postaci powieściowe zostały podporządkowane zakończeniu i końcowej przemianie bohatera w pisarza, podobnie jak poszczególne detale architektoniczne katedry mają za zadanie podkreślić wrażenie, jakie wywiera całokształt budowli. Odpowiedniość początku i zakończenia odwołuje się do architektonicznej odpowiedniości figur tympanonu i witraży chóru, a wymienienie imiennie prawie wszystkich głównych postaci występujących w powieści już na początku utworu odpowiada rzeźbom nagromadzonym przy wejściu do katedry. Również sposób czytania dzieła przypomina sposób zwiedzania kościoła, w którym od nawy głównej przechodzi się do poszczególnych kaplic bocznych.
Cała powieść jest ponadto zorganizowana dwudzielnie: czasowi utraconemu odpowiada czas odzyskany, stronie Swanna odpowiada strona Guermantes, pamięci dobrowolnej – pamięć mimowolna, bohater staje się narratorem, życie rodzinne zestawione jest z życiem towarzyskim, dorosłość z dzieciństwem, pamięć postępuje wstecz, podczas gdy poszukiwanie porusza się do przodu. W powieści występują liczne układy symetryczne, np. różowa i biała barwa głogów w Combray odpowiada białej sonacie i różowemu septetowi Vinteuila, dwie dzwonnice w Combray odpowiadają trzem drzewom w Balbec. Na tę dwudzielną kompozycję nakłada się trójdzielna struktura życia bohatera: od złudzeń dzieciństwa, poprzez rozczarowanie dorosłością, aż do objawienia sztuki – marzenia dzieciństwa są pomyłką, którą bohater odkrywa w połowie powieści, aby pod koniec przezwyciężyć zrodzony w ten sposób pesymizm dzięki odkryciu powołania pisarskiego. Tej konstrukcji trójdzielnej odpowiadają trzy części cyklu: W stronę Swanna, Strona Guermantes i Czas odnaleziony. Trzej są również artyści, które kształtują osobowość głównego bohatera: pisarz Bergotte, malarz Elstir i kompozytor Vinteuil (na ich znaczenie wskazuje m.in. fakt, że są wyjątkowo często wspominani w powieści, kolejno: 299, 295 i 302 razy). Pojawiają się również układy siódemkowe – w powieści występuje siedem pokoi, ważnym elementem jest septet Vinteuila, a całość zamyka się w siedmiu tomach.
Charakterystyczna dla kompozycji jest również idea, którą Proust nazywał dogmatyzmem – warstwa filozoficzna powieści nie jest wyjaśniana wprost, ale pokazywana poprzez poszczególne postaci, po to, aby całość uzyskała swoje wyjaśnienie dopiero w końcowych fragmentach utworu. Początek powieści nie służy zakreśleniu ram utworu, ale jedynie wprowadzeniu w pewien system myślowy, który swoje rozwiązanie znajdzie dopiero w ostatnim tomie cyklu.

## Malarstwo i sztuki plastyczne

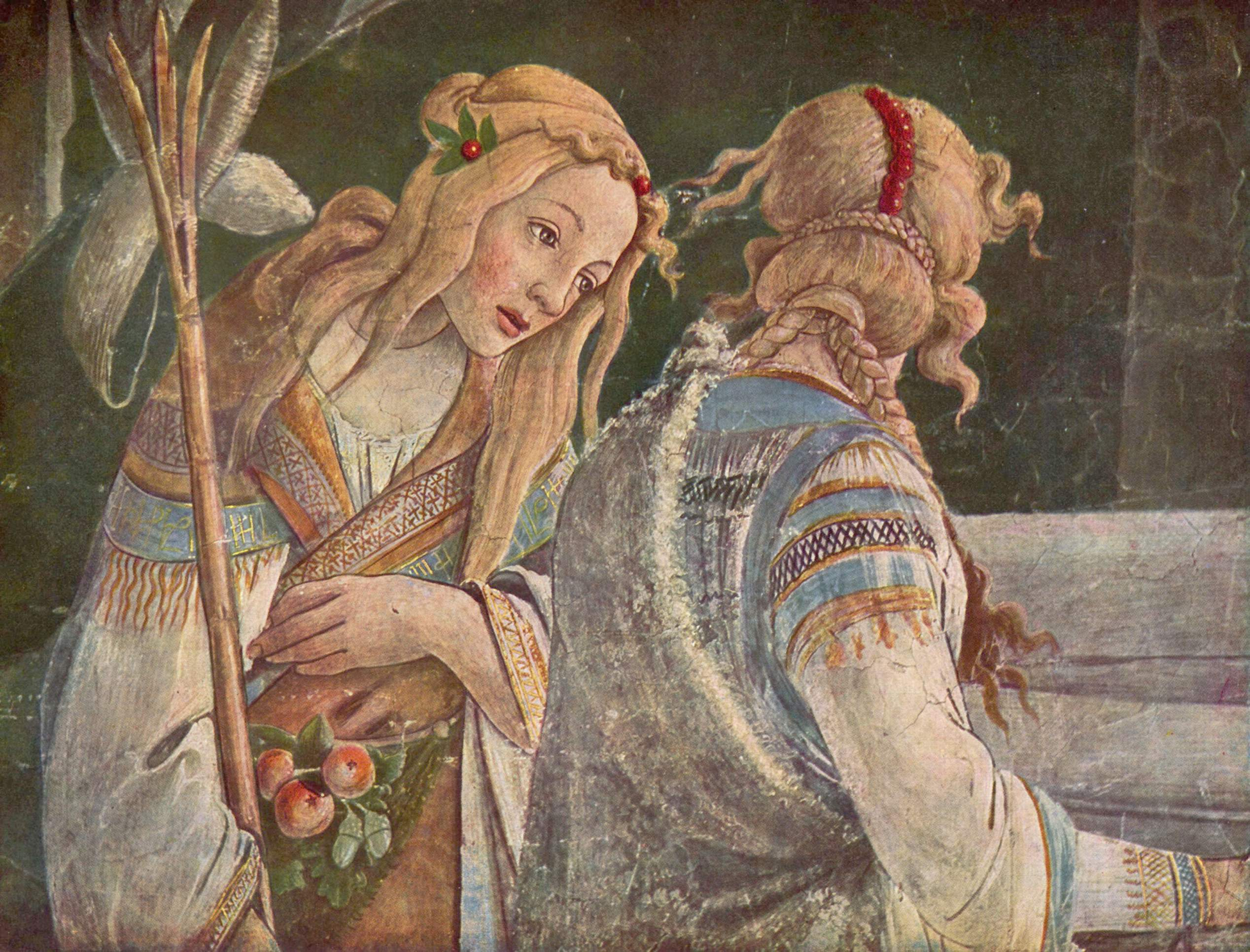
Sandro Botticelli, fragment fresku w Kaplicy Sykstyńskiej. Kobiece postacie Botticellego przypominały Swannowi Odetę

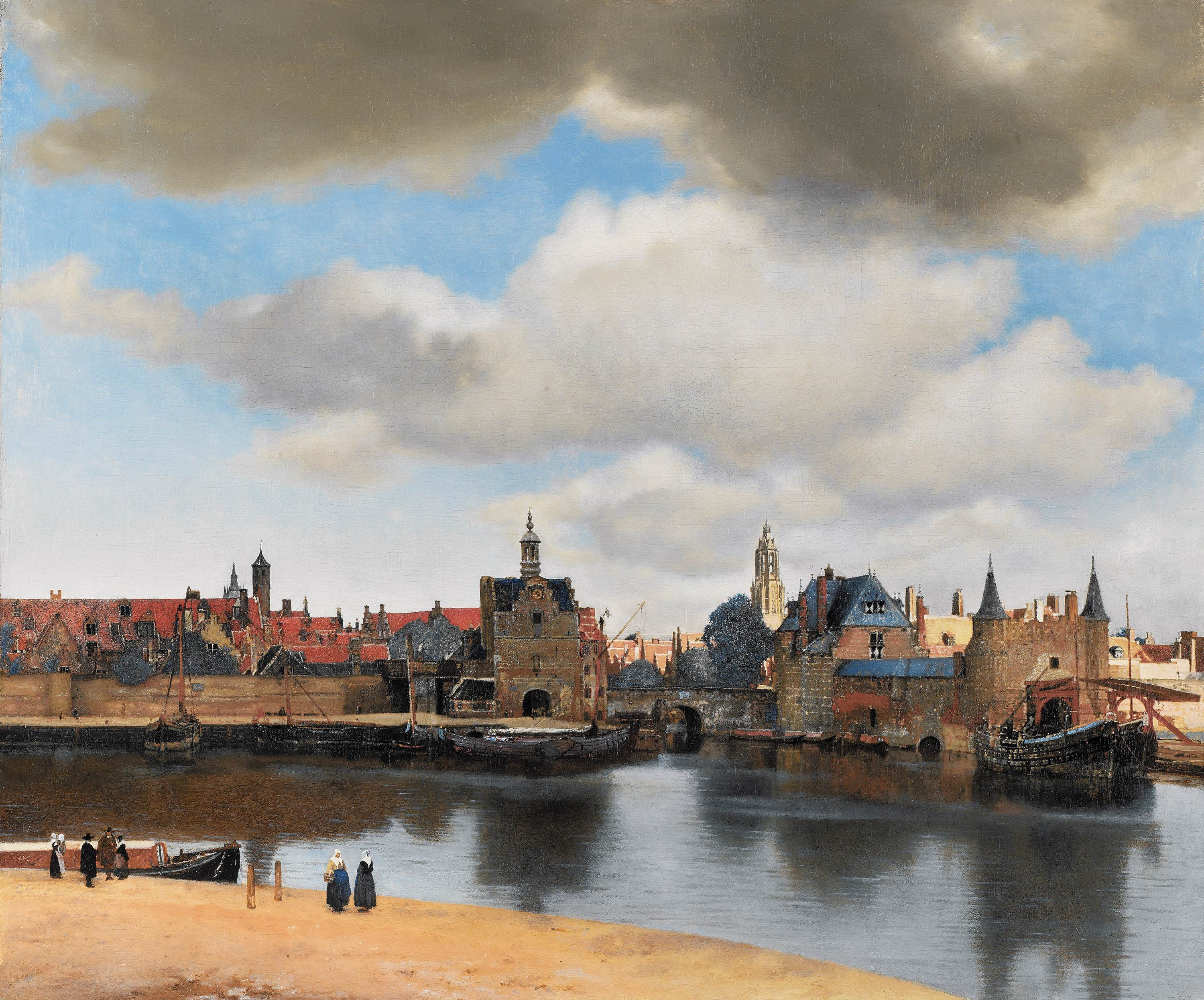
Zdaniem Bergotta w obrazie Vermeera Widok Delftu zawiera się idea sztuki doskonałej

Charakterystyczną cechą poetyki Proustowskiej jest malarskość w widzeniu świata oraz dominująca rola zmysłu wzroku. Autor odwołuje się do sztuk plastycznych o europejskim rodowodzie od XIV wieku do epoki impresjonizmu. Malarz Elstir pełni rolę symbolu przemian w sztukach plastycznych na przełomie XIX i XX wieku. Natomiast dzieła malarskie w powieści, na poziomie najbardziej podstawowym, zastępują opis literacki – narrator odwołuje się do cech twórczości określonego malarza, np. do charakterystycznej dla niego barwy czy kompozycji, i za pomocą takiej cechy dokonuje porównania, np. czerwień a’la Giambattista Tiepolo pojawia się zarówno w opisie płaszcza Oriany de Guermantes, jak i podszewki szlafroka Albertyny. Podobne ukonkretniające analogie znajduje narrator w wyrażeniu nadmorskiego zmierzchu (szaroróżowa barwa Jamesa Whistlera) czy wytwornych ubrań barona de Charlus (również Whistlera czarno-biały kontrapunkt). Odeta de Crécy przypomina Swannowi typ urody kobiecej z obrazów Sandro Botticellego, a konkretniej twarz Zefory, córki Jethra z fresku w kaplicy Sykstyńskiej, natomiast we fragmencie obrazu Widok Delftu Jana Vermeera umierający Bergotte dostrzega światłość, w której zmaterializowała się idea sztuki doskonałej. Wspomniane porównania nie są przypadkowe: czerwień Tiepola łączy Orianę de Guermantes i Albertynę, a więc dwie miłości głównego bohatera. Czarno-biały kontrast Whistlera ma symbolizować podwójne życie barona de Charlus. Porównania występują nie tylko w przyporządkowaniu obrazów do przedmiotów, ale także w opisie zewnętrznego wyglądu postaci powieściowych. I tak wspomniany baron przypomina narratorowi inkwizytora z obrazu El Greca, Błażej de Guermantes – burmistrza Six z obrazu Rembrandta, Albertyna – postać z Balwochwalstwa Giotta. Bloch przypomina zarówno postać z obrazu Żyd Decampsa, jak i Mahometa II z obrazu Belliniego, ojciec narratora – to Jowisz z płótna Gustawa Moreau lub Abraham Gozzolego, a Swann – król przedstawiony przez Luiniego. Także postaci dalszoplanowe przypominają bohaterowi postaci z konkretnych obrazów: kucharka z W stronę Swanna (niewymieniona z imienia) – Caritas Giotta, stangret – dożę Loredana z popiersia Antoniego Rizza.
Jednak znaczenie malarstwa w powieści Prousta na tym się nie kończy. Obrazy pełnią bowiem także funkcję analizy psychologicznej postaci powieściowych. Dzieje się to na dwa sposoby: gdy obrazy ukazują ich wnętrze duchowe oraz gdy wypowiadane przez nich sądy o malarstwie stanowią wykładnię ich inteligencji i głębi osobowości. Akwarela Miss Sacripant Elstira demaskuje Odetę – przyszłą małżonkę Swanna, ponieważ przypomina o jej rzeczywistym wieku oraz o podobieństwie do dam lekkich obyczajów. Także sądy Odety o malarstwie, np. lekceważenie Vermeera, nienawiść do Botticellego czy próżny kult Leonarda da Vinci, mają odsłaniać przed czytelnikiem jej snobizm oraz brak wykształcenia i smaku artystycznego. Z kolei rozmowy barona de Charlusa, odwołującego się do znanych i cenionych obrazów, mają dwuznaczny charakter (oto Tęcza Turnera, która zaczyna błyszczeć między tymi dwoma Rembrandtami na znak naszego pojednania).
Przykładem snobizmu w wyrażaniu sądów o sztuce jest pani de Cambremer, która wstydząc się swojego pochodzenia, w sposób przesadny i głośny wyraża uwielbienie dla impresjonistów, pogardzając jednocześnie Poussinem. Na wiadomość, że Degas uwielbia Poussina, ogłasza, że musi jeszcze raz zapoznać się z jego obrazami. Wyrażanie zdania na temat malarstwa służy także narratorowi do podkreślania komizmu niektórych postaci (Oriana, Saint Loup, książę Błażej).

## Odbiór we Francji
Pierwsze pochlebne recenzje Strony Swanna pisali przede wszystkim przyjaciele Prousta, m.in. Francis Chevassu i Lucjan Daudet (oba artykuły ukazały się w Le Figaro). Recenzje te nie przekładały się na zainteresowanie czytelników – powieść Prousta była niezwykle trudna w odbiorze (Anatole France, któremu Proust podarował opatrzony dedykacją egzemplarz, przyznawał, że nie potrafił przebrnąć przez Stronę Swanna, a niektóre z pochlebnych listów od przyjaciół zawierały błędy rzeczowe, dowodzące, że prawdopodobnie nie przeczytali utworu). Autor liczył na zdobycie szerokiej rzeszy czytelników poprzez otrzymanie Nagrody Goncourtów, jednak w 1913 roku jego nazwisko pojawiło się jedynie we wstępnych dyskusjach jurorów. Tymczasem jednak pojawiły się pochlebne głosy, pochodzące ze środowiska Nouvelle Revue Française, najpierw ze strony Henryka Ghéon, później od Gide’a, który, ponownie zapoznawszy się z powieścią, uznał jej wcześniejsze odrzucenie za najpoważniejszy błąd swojego życia. Ten wzrost popularności Prousta został zahamowany przez wybuch wojny w 1914 roku. Dopiero po jej zakończeniu w 1918 roku nastąpiła publikacja kolejnych tomów oraz wzrost zainteresowania czytelniczego, wzmocniony szczególnie po przyznaniu pisarzowi Nagrody Goncourtów w 1919 roku. Pojawiły się jednak również głosy kwestionujące wybór Akademii, uznające nagrodzenie mało znanego autora, a pominięcie wielu zasłużonych pisarzy, za wielki błąd jurorów (szczególnie niechętny Proustowi był Robert de Montesquiou, zaniepokojony rozwojem postaci barona de Charlus, za pierwowzór którego był często uznawany). Krytycy wysuwali również inne zastrzeżenia, wynikające częściowo z faktu, że nie opublikowano jeszcze całości cyklu, więc zakończenie, istotne dla zrozumienia całości, pozostawało nieznane. Pojawiały się zarzuty dotyczące kompozycji powieści i naruszenia tradycji powieściowej oraz trudności odbioru (ten ostatni problem zasygnalizował pośrednio w swoim artykule Paul Valéry). Zarzucano autorowi również, że życie wielkiego świata jest tematem zbyt błahym dla powieści, a nawet sugerowano, że staje on w obronie snobizmu (taki pogląd wyrażał m.in. Albert Thibaudet). Pomimo tych zarzutów W poszukiwaniu... zdobywało coraz liczniejszych czytelników i stawało się przedmiotem coraz bogatszych omówień we Francji. W omówieniach tych interesowano się w latach dwudziestych przede wszystkim warstwą psychologiczną, chętnie zestawiając Prousta z teoriami Zygmunta Freuda, również wpływ W poszukiwaniu straconego czasu na literaturę francuską ograniczał się głównie do powieści psychologicznej. W latach trzydziestych i w okresie powojennym zainteresowanie krytyków budziła przede wszystkim konstrukcja artystyczna utworu.

## Odbiór w Polsce

### Przekłady
Pierwszy polski przekład W poszukiwaniu straconego czasu pojawił się z dużym opóźnieniem – w dziesięć lat po zakończeniu wydawania powieści we Francji. Autorem tłumaczenia był Tadeusz Boy-Żeleński. Z siedmiu przełożonych przez niego tomów ukazało się tylko pięć (w latach 1937–1939, Towarzystwo Wydawnicze „Rój”) – tłumaczenia dwóch ostatnich zaginęły w 1939 roku we Lwowie. Cały cykl został opublikowany w Polsce dopiero w latach 1957–1960 przez Państwowy Instytut Wydawniczy. Tom VI przetłumaczył Maciej Żurowski, a siódmy – Julian Rogoziński. W 2001 pojawiło się nowe tłumaczenie tomu VI (pod zmienionym tytułem Utracona zamiast Nie ma Albertyny), którego autorką jest Magdalena Tulli, opublikowane w serii „Kanon na koniec wieku” (Porozumienie Wydawców). Przekład ten został oparty na dwóch wydaniach francuskich: La Fugitive (wyd. Gallimard, seria Biblioteka Plejady, Paryż 1954) oraz Albertine disparue (wyd. Grasset, Paryż 1987), tzn. na podstawie odnalezionego w 1986 maszynopisu. W 2001 ukazał się nowy przekład ostatniego, VII tomu, którego autorem jest Maciej Żurowski. Opublikowany został przez wydawnictwo Prószyński i S-ka. Od 2018 nowy przekład publikuje łódzkie Wydawnictwo Officyna (wyszły do tej pory: t. I, tłum. Krystyna Rodowska, t. II, tłum. Wawrzyniec Brzozowski, t. III, tłum. Jacek Giszczak, t. IV i t. V - w tłum. Tomasza Swobody).

### Opinie krytyki
Zanim pojawił się polski przekład W poszukiwaniu straconego czasu, polski czytelnik mógł już zapoznać się z tymi pisarzami polskimi, którzy, poznając Prousta w oryginale lub mając styczność z zagranicznymi autorami, czerpali już z artysty, częściowo inspirując się jego dokonaniami w swojej twórczości (Zofia Nałkowska, Karol Irzykowski, Tadeusz Breza, Tadeusz Peiper). Takie więc elementy jego pisarstwa jak dygresyjność, rozważania o naturze czasu, relatywizm w ocenie ludzkich osobowości i motywacji, mitologizacja szczegółów i ogromna rola wspomnień, nie były dla polskiego czytelnika odkryciem i rewelacją. Sprawę recepcji dodatkowo komplikował fakt, że dwa ostatnie tomy długo nie były dostępne w języku polskim, tak więc czytelnicy nie znali początkowo zakończenia powieści i dlatego na pierwsze miejsce wysuwały się dla nich wątki psychologiczne i społeczne, a umykała im często warstwa związana z powołaniem artystycznym i odzyskiwaniem poprzez twórczość tego, co utracone – związku z rzeczywistością i własną przeszłością.
Prousta ceniono w Polsce przede wszystkim za autentyzm jego prozy, złudzenie prawdziwości powieściowego świata i sugestywne obserwacje psychologiczne. Stanowisko takie reprezentowali przede wszystkim pierwsi polscy entuzjaści Prousta, znający jego powieść w oryginale – Tadeusz Boy-Żeleński oraz Zofia Nałkowska, która przypisywała W poszukiwaniu takie cechy jak patos autentyczności oraz kult prawdziwego zdarzenia. Autentyzm cenili u Prousta także krytycy: Leon Pomirowski (chwalący przede wszystkim jego sposób badania duszy ludzkiej stanowiący nowy rodzaj realizmu, wypierający realizm dawny, skupiający się przede wszystkim na autentyczności zewnętrznych realiów powieściowych) oraz Jan Emil Skiwski. Krytycy ci psychologiczne obserwacje Prousta postrzegali jako nowy standard, który powinien obowiązywać wszystkich pisarzy tworzących po 1918 roku. Nowatorstwo W poszukiwaniu straconego czasu doceniała także Aniela Gruszecka w swoich artykułach z cyklu O powieści z 1927 roku. Przypisywała Proustowi znaczącą rolę w wytworzeniu nowego rodzaju pisarstwa, nazywanego przez nią „subiektywno-opowiadawczym”, a więc skupiającą się na względności rzeczy i wrażeń, posługującą się zaburzoną chronologią w celu ukazania „plastyki psychologicznej”.
Interesowano się również związkami W poszukiwaniu straconego czasu z odkryciami Freuda (mimo że Proust nie czytał dzieł twórcy psychoanalizy). Szczególnie zajmowali się tym Pomirowski, Leon Piwiński i Jan Dobraczyński. Na pokrewieństwo z teorią Freuda miał wskazywać dobór postaci oraz uznanie dysharmonii jako naturalnej właściwości ludzkiej psychiki. Dobraczyński sugerował nawet, że Proust, tworząc swoje dzieło w tym samym czasie, w którym Freud tworzył podstawy swojej teorii psychologicznej, jest właściwie współodkrywcą psychoanalizy, a głównemu bohaterowi powieści przypisywał skatalogowane przez wiedeńskiego psychiatrę dewiacje – kompleks Edypa i narcyzm.
Jednak pisarstwo Prousta nie wzbudzało samych tylko zachwytów – pojawiały się dość liczne głosy krytyczne, szczególnie w odniesieniu do psychologicznej warstwy powieści. Stefan Napierski zarzucał pisarzowi sprowadzanie postaci wyłącznie do ich manii i obsesji, a Włodzimierz Pietrzak zarzucał, że wzorujący się na Prouście debiutanci (chodziło tu prawdopodobnie o Stefana Otwinowskiego, Mariana Promińskiego, Zbigniewa Grabowskiego i Adama Tarna) tworzą świat postaci pozbawionych ideowości i bohaterstwa; kreując literacki świat wzorowany na W poszukiwaniu..., tworzą go pozbawionego dyscypliny i hierarchii – dokonują zniszczenia czasu. Subiektywizacja czasu i pozbawienie postaci ambicji wpływania na historię stanowiło też oś zarzutów wysuwanych przeciwko powieści przez Ignacego Fika. Z kolei Stanisław Baczyński i Wacław Kubacki obarczali wpływ Prousta winą za rozpad kompozycji powieściowej w młodej prozie polskiej; wpływ W poszukiwaniu... miał według nich doprowadzić do braku autorskiej kontroli nad całością dzieła i rezygnacji z przemyślanej eliminacji elementów dla powieści zbędnych, nadmiaru wątków i dygresji. Zarzuty te mogły częściowo wynikać z okoliczności ówczesnego życia literackiego – publikacja Nocy i dni Marii Dąbrowskiej obudziła nadzieję na odnowienie formuły tradycyjnej powieści realistycznej, a problemy ekonomiczne czasów międzywojnia sprzyjały powieściom reportażowym i satyrycznym oraz generalnemu zainteresowaniu rzeczywistością społeczną. Wpływ Prousta niwelował te tendencje, musiał więc nie podobać się tym, którzy uważali je za owocne i twórcze. Krytyka ta wiązała się również z faktem, że proza typu proustowskiego nie miała ambicji kreowania stałych i niezmiennych ideałów (przeciwnie, sprzyjała relatywizmowi) oraz zabierania głosu w aktualnych kwestiach społecznych.
W ocenie Prousta przeważały jednak głosy entuzjazmu, a młodzi pisarze chętnie czerpali z jego dokonań artystycznych.

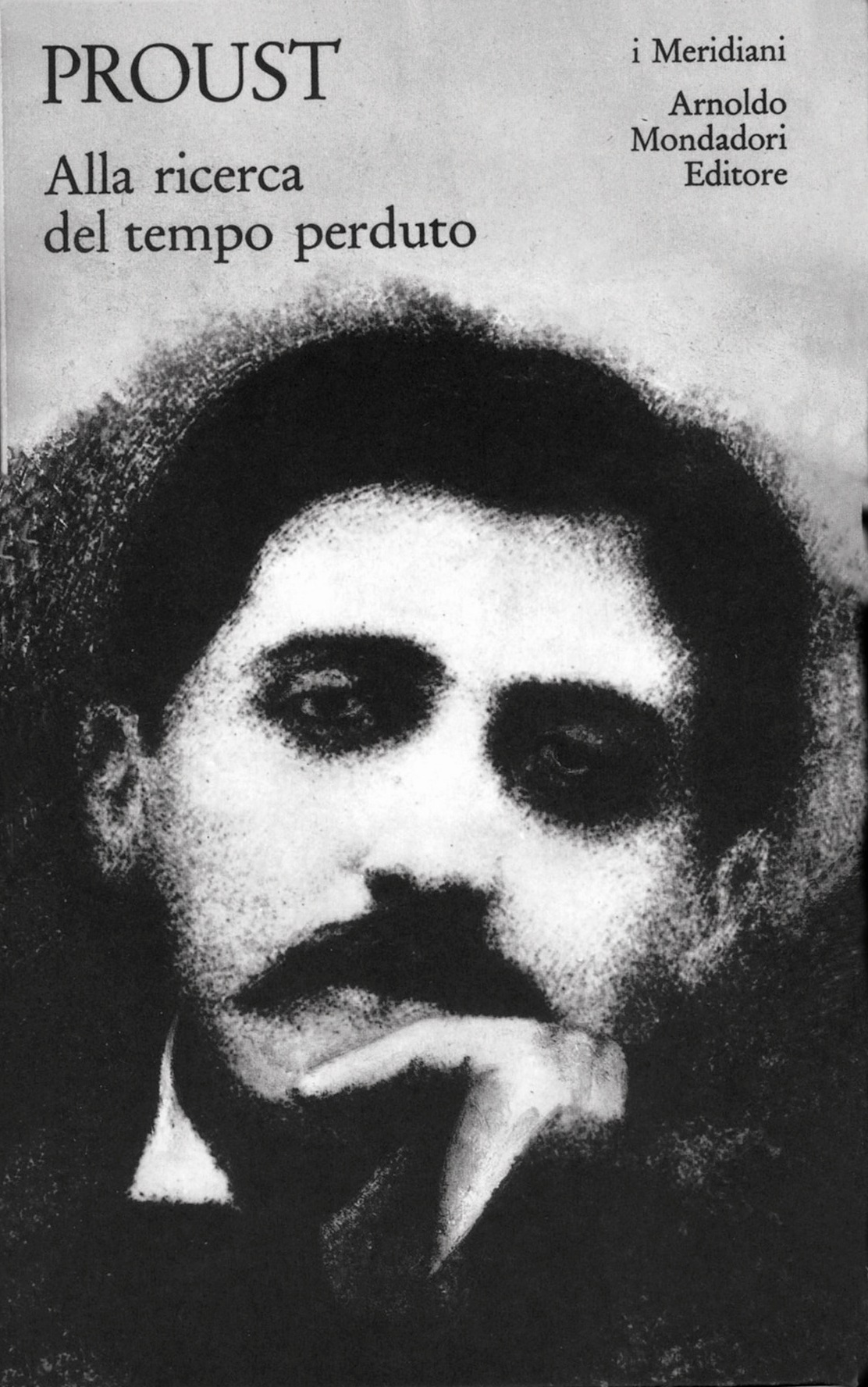
Marcel Proust, wydanie włoskie

### Inspiracje w prozie polskiej
Wpływ Prousta polegał głównie na rozluźnieniu rygorów gatunku powieściowego, wprowadzenie do niego pierwiastków eseistycznych (trawestowanych w literaturze polskiej), mitologizacji rzeczywistości, zaburzeniu relacji czasowych utworów oraz wzmocnieniu roli wspomnień i subiektywnego punktu widzenia postaci.
Widać to m.in. w utworach:
- Helena Boguszewska Całe życie Sabiny;
- Jarosław Iwaszkiewicz Nowa miłość;
- Tadeusz Peiper Ma lat 22;
- Tadeusz Breza Adam Grywałd;
- Zofia Nałkowska Granica;
- Zbigniew Grabowski Ciszy lasu i twojej ciszy...[61]

## Adaptacje filmowe
- Miłość Swanna (Un amour de Swann, 1984), reż. Volker Schlöndorff[62].
- Czas odnaleziony (Le temps retrouvé, 1999), reż. Raúl Ruiz[63].